# Emilio Alessandrini
Pour les articles homonymes, voir Alessandrini.
Emilio Alessandrini (né le 30 août 1942 à Penne, Abruzzes et mort le 29 janvier 1979  à Milan) est un magistrat italien.

## Biographie
En 1972, avec des collègues Gerardo D'Ambrosio et Luigi Fiasconaro, il a dirigé l'enquête sur l'Attentat de piazza Fontana, qui a conduit à l'inculpation de Franco Freda et Giovanni Ventura, appartenant de le Mouvement Politique Ordre Nouveau. Après quelques mois l'enquête a été transférée à Catanzaro pour des raisons d'ordre public.
Plus tard Alessandrini enquête  sur le terrorisme d'extrême gauche, le Mouvement autonome.
Le 29 janvier 1979 Alessandrini, alors qu'il se rendait au Palais de justice de Milan, est assassiné par un groupe de Prima Linea, dont les tireurs étaient  Sergio Segio et Marco Donat-Cattin,  Michael Viscardi, Umberto Mazzola  en couverture et  Bruno Russo Palumbi le chauffeur.
Les terroristes ont été arrêtés en 1980.